# Station Orsay-Ville
Orsay-Ville is een station gelegen in de Franse gemeente Orsay en het departement van Essonne.

## Geschiedenis in jaartallen
- 29 juli 1854: Het station werd geopend
- 18 januari 1938: Het station werd onderdeel van de Ligne de Sceaux tussen Luxembourg en Limours
- 29 december 1977: Orsay - Ville werd onderdeel van RER B

## Het station
Het station is onderdeel van het RER-netwerk (Lijn B) en ligt voor Carte Orange gebruikers in zone 5. Orsay - Ville ligt aan RER-tak B4 en telt twee sporen en drie perrons. Het station is eigendom van het Parijse vervoersbedrijf RATP

## Overstapmogelijkheid
- Albatrans
  - één buslijn

- Cars d'Orsay
  - vier buslijnen

- Daniel Meyer
  - één buslijn

- SAVAC
  - vier buslijnen

- Scientibus
  - één buslijn

- Noctilien
  - één buslijn

## Vorig en volgend station
| Richting                    | Vorig station    | Lijn  | Volgend station | Richting                                             |
| --------------------------- | ---------------- | ----- | --------------- | ---------------------------------------------------- |
| Saint-Rémy-lès-Chevreuse B4 | Bures-sur-Yvette | RER B | Le Guichet      | Aéroport Charles de Gaulle 2 TGV B3 Mitry - Claye B5 |